# 聖卡洛斯德爾阿帕
聖卡洛斯德爾阿帕（西班牙語：San Carlos del Apa），是巴拉圭的城鎮，位於該國東北部，由康塞普西翁省負責管轄，始建於1794年，面積2,036平方公里，海拔高度123米，人口690，人口密度每平方公里0.33人。